# Producttopologie
In de topologie, een tak van de wiskunde, is de producttopologie een topologische structuur op het cartesisch product van topologische ruimten.

## Eenvoudig geval
Laat {\displaystyle (X,{\mathcal {T}})} en {\displaystyle (Y,{\mathcal {T'}})} twee topologische ruimten zijn. De producttopologie van het cartesisch product {\displaystyle X\times Y} is de topologie voortgebracht door producten van open delen van {\displaystyle X} en van {\displaystyle Y}. Dat wil zeggen
{\displaystyle \{U\times V\mid U\in {\mathcal {T}},V\in {\mathcal {T'}}\}}
is een subbasis voor de producttopologie, d.w.z. brengt de producttopologie voort.

## Definitie
Voor het cartesische product
{\displaystyle \prod _{i\in I}X_{i}=\{f:I\mapsto \bigcup _{i}X_{i}\mid \forall i\in I,f(i)\in X_{i}\}}
van de verzamelingen uit de familie topologische ruimten
{\displaystyle \{(X_{i},{\mathcal {T}}_{i})\mid i\in I\}}
is de producttopologie de kleinste topologie die alle projectie-afbeeldingen
{\displaystyle \pi _{j}:\prod _{i\in I}X_{i}\to X_{j}:f\mapsto f(j)}
continu maakt. Het is dus de initiale topologie van de projecties.

## Voorbeelden
De producttopologie op {\displaystyle \mathbb {R} ^{n}} van {\displaystyle n} keer de gewone topologie op {\displaystyle \mathbb {R} } is dezelfde als de topologie van de Euclidische afstandsfunctie op {\displaystyle \mathbb {R} ^{n}}.
De verzameling van alle reële afbeeldingen {\displaystyle \mathbb {R} \to \mathbb {R} } kan worden opgevat als het oneindig Cartesisch product {\displaystyle \mathbb {R} ^{\mathbb {R} }}. De producttopologie is de topologie van puntsgewijze convergentie, dat wil zeggen dat een rij reële functies {\displaystyle (f_{1},f_{2},\ldots ,f_{n},\ldots )} in deze topologie convergeert dan en slechts dan als hun waarden in ieder punt {\displaystyle x} afzonderlijk convergeren, en de functiewaarde van de limietfunctie is de limiet van de functiewaarden:
{\displaystyle (\lim _{n\to \infty }f_{n})(x)=\lim _{n\to \infty }(f_{n}(x))}

## Product van compacte ruimten
De stelling van Tychonov luidt dat elk product van compacte topologische ruimten compact is. Voor een product van een eindig aantal ruimten is dit elementair, maar de stelling blijft geldig voor oneindige producten. Het bewijs hangt cruciaal af van het keuzeaxioma en de stelling is er zelfs mee gelijkwaardig.

### Voorbeeld
De ruimte van alle afbeeldingen van het gesloten interval {\displaystyle [0,1]} naar zichzelf, met de topologie der puntsgewijze convergentie, is compact.

### Toepassing
De Stone-Čech-compactificatie is een constructie die willekeurige T3.5-ruimten uitbreidt tot compacte ruimten door ze in te bedden in een meervoudig Cartesisch product van het gesloten interval [0,1] met zichzelf.